# Acanthomysis aokii
Acanthomysis aokii är en kräftdjursart som beskrevs av Ii 1964. Acanthomysis aokii ingår i släktet Acanthomysis och familjen Mysidae. Inga underarter finns listade i Catalogue of Life.